# Richard Huelsenbeck

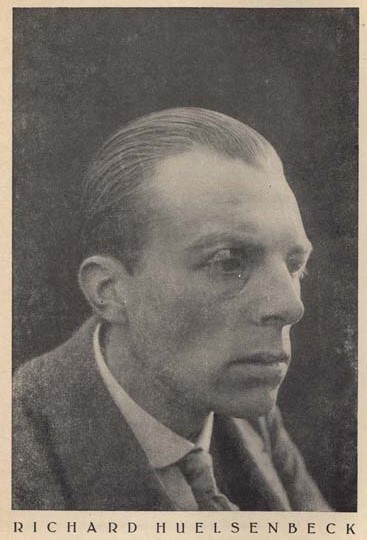
Richard Huelsenbeck (1920)

Richard Huelsenbeck (eigentlich Carl Wilhelm Richard Hülsenbeck, im angelsächsischen Sprachbereich bezeichnete er sich später als Charles Richard Hulbeck; * 23. April 1892 in Frankenau; † 20. April 1974 in Muralto, Schweiz) war ein deutscher Schriftsteller, Lyriker, Erzähler, Essayist, Dramatiker, Arzt und Psychoanalytiker. Sein stärkstes Echo erregte er als Mitbegründer und wichtiger Chronist des Dadaismus.

## Leben
Richard Huelsenbeck wurde als Sohn des Dorfapothekers in der Frankenauer Lindenstraße geboren. Er wuchs ab 1894 in Dortmund und Bochum auf. In der Bibliothek seines Großvaters, des Landvermessers Christian Fink, las er Bücher über James Cooks Reisen, Marco Polo, Plutarch, Dante und Petrarca. Richard Huelsenbeck war anfangs von Heinrich Heine sehr beeindruckt. Dessen Werk regte ihn an, Schriftsteller zu werden. Nach seiner Schulzeit auf dem Bochumer Gymnasium am Ostring studierte er in Paris, Zürich, Berlin, Greifswald, Münster und München Medizin, Philosophie, Germanistik und Kunstgeschichte. Ab 1914 lebte er in Berlin. 1916 ging er als Kriegsdienstverweigerer nach Zürich.
Dort wirkte Huelsenbeck beim Cabaret Voltaire mit und wurde zum Mitbegründer der Dada-Bewegung. (Die Gründer des Cabaret Voltaire waren Anfang 1916 Hugo Ball, Emmy Hennings, Hans Arp, Marcel Janco und Tristan Tzara.) 1917 ging Huelsenbeck wieder nach Berlin, wo er mit Else Hadwiger, George Grosz und Raoul Hausmann eine Dada-Gruppe gründete. 1918 schrieb er sein Dadaistisches Manifest, das von den meisten Vertretern dieser Richtung unterschrieben wurde; neben den genannten Mitwirkenden am Cabaret Voltaire waren dies unter anderem Franz Jung, George Grosz, Gerhard Preiß und Raoul Hausmann.

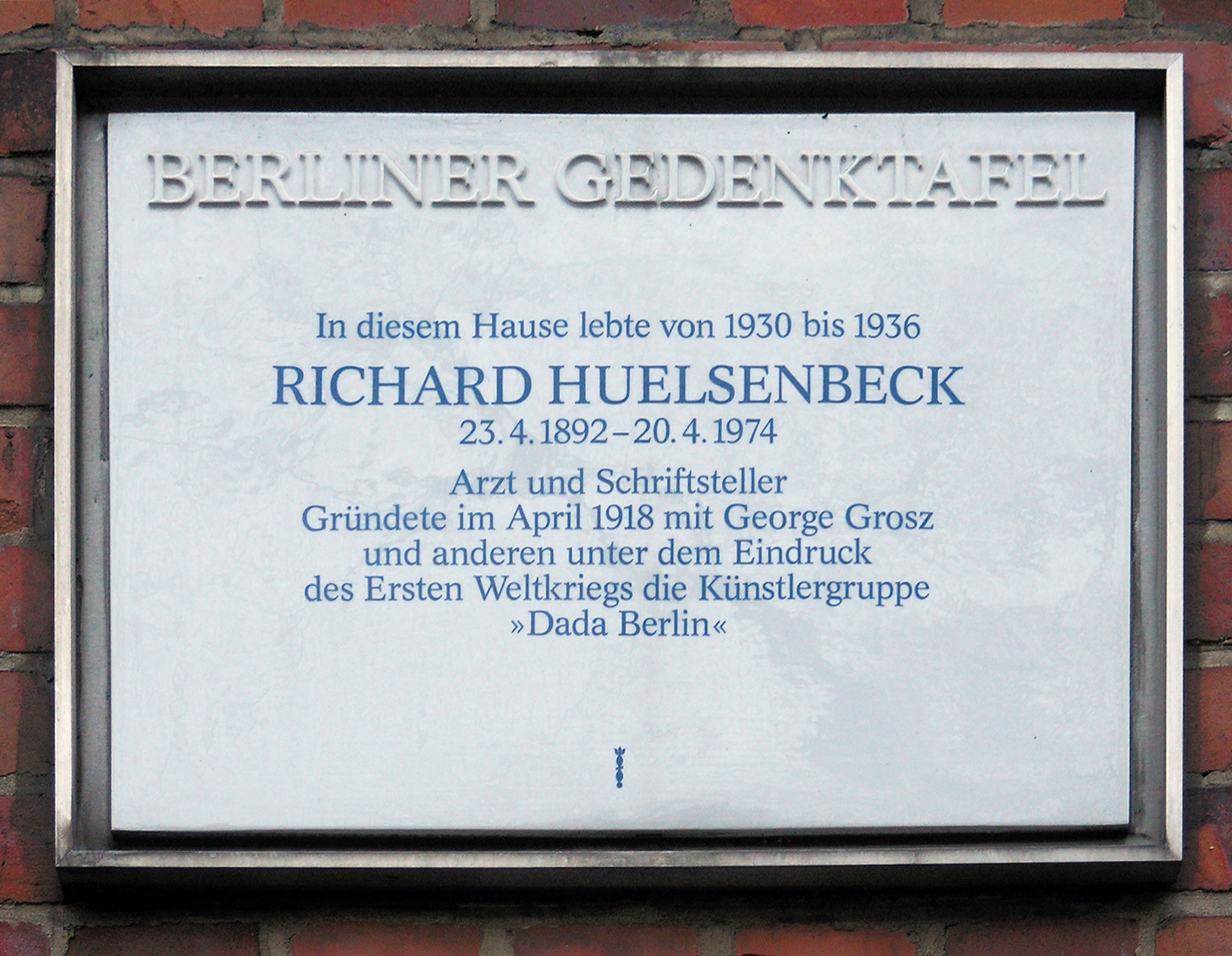
Gedenktafel am Haus Lessingstraße 12, Berlin-Steglitz

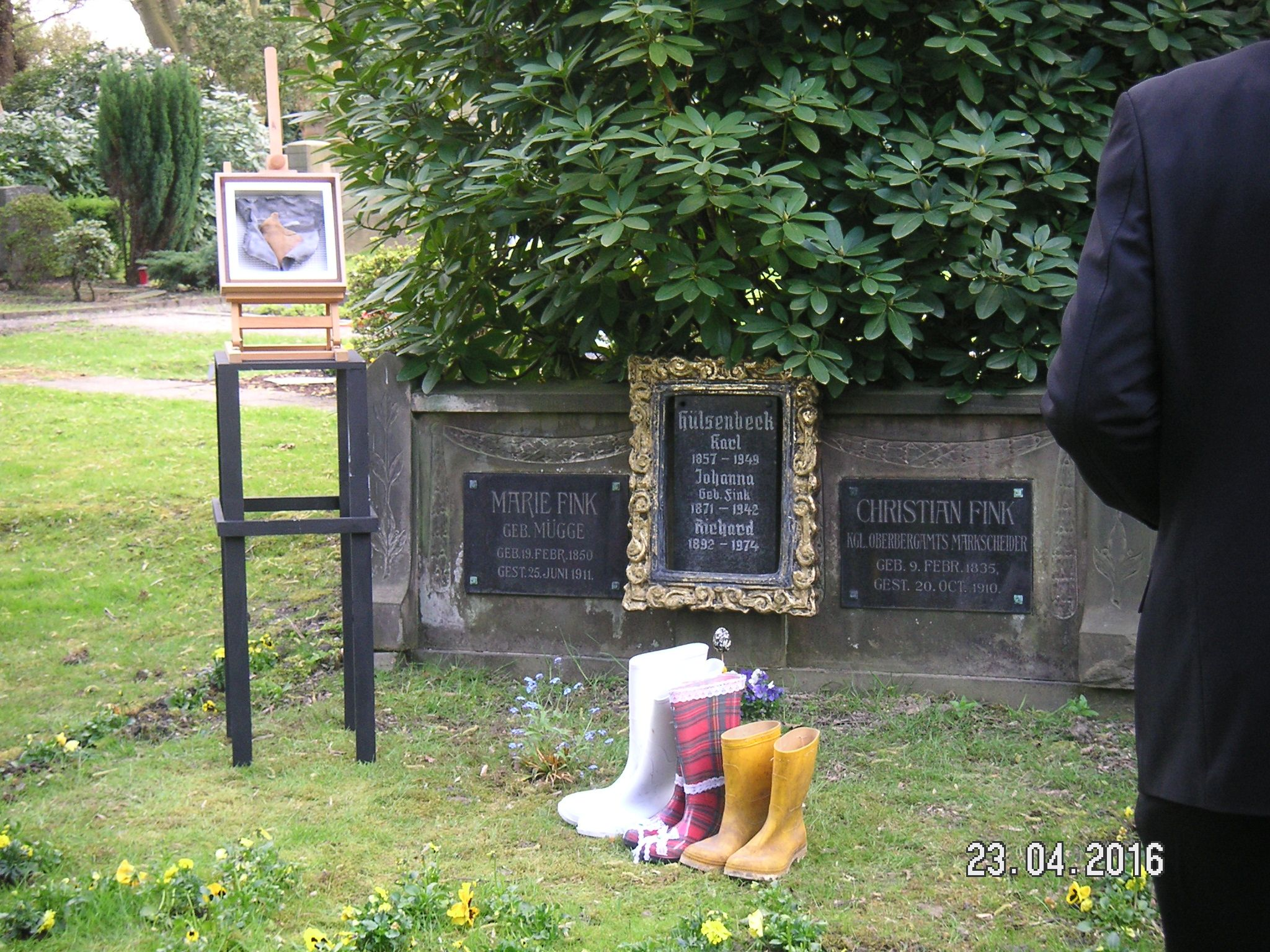
Grabmal mit Huelsenherz, fotografiert beim Dada-Festival in Dortmund zu seinem 125. Geburtstag und zum 100. Jahrestag von Dada

Eine Kontroverse entwickelte sich mit Kurt Schwitters, den Huelsenbeck einen „abstrakten Spitzweg, den Caspar David Friedrich der dadaistischen Revolution“ nannte, während Schwitters ihn polemisch als „Hülsendada“ bezeichnete (Aufsatz Merz vom 19. Dezember 1920). Hintergrund der Auseinandersetzung war wohl Huelsenbecks linkspolitisches Engagement, das sich mit Schwitters’ formal-spielerischem Ansatz schlecht vertrug. Huelsenbeck war Teilnehmer an der Ersten Internationalen Dada-Messe im Sommer 1920 in Berlin. Er trat auch als einer der Kritiker des Expressionismus hervor – Huelsenbeck warf dieser Stilrichtung Verbürgerlichung und einen Hang zur Ästhetisierung vor und kritisierte deren Tendenz zur Abstraktion. Mit dieser Abgrenzung bemühte er sich um die Profilierung des Dadaismus.
Bereits Anfang der 1920er Jahre stieg Huelsenbeck weitgehend aus der Kunstbewegung aus. Es folgten weite Reisen als Schiffsarzt der Hapag-Lloyd und als Auslandskorrespondent großer Zeitungen.
1936 emigrierte er mit seiner Frau Beate Wolff, geb. Löchelt, dem gemeinsamen Sohn Thomas und der Stieftochter, die nach nationalsozialistischer Definition „Halbjüdin“ war, in die USA nach New York. Ein Empfehlungsbrief Albert Einsteins bewirkte, dass er das medizinische Examen nicht nachmachen musste. Unter dem Namen Charles R. Hulbeck arbeitete er als Psychiater und Psychoanalytiker.
Als nach dem Zweiten Weltkrieg das Interesse an der Dada-Bewegung wieder erwachte, veröffentlichte er erneut Schriften über den Dadaismus, in denen er Dada zum Existentialismus in Beziehung setzte. 1958 besuchte er seinen Geburtsort Frankenau erstmals nach dem Exil und verfasste über diesen Besuch einen Artikel für die FAZ. 1959 wurde eine Gedenktafel am Geburtshaus in Frankenau zur Erinnerung an seinen ersten Besuch angebracht.
Seit 1967 war er Mitglied der Deutschen Akademie für Sprache und Dichtung. 1970 kehrte er nach Europa zurück und lebte bis zu seinem Tode im Tessin. Auf der documenta 8 im Jahr 1987 in Kassel wurden Aufnahmen von Richard Huelsenbeck im Rahmen der Archäologie der akustischen Kunst 2: Dada-Musik als offizieller Ausstellungsbeitrag aufgeführt.
Huelsenbeck liegt auf dem Südwestfriedhof Dortmund begraben.

## Werke

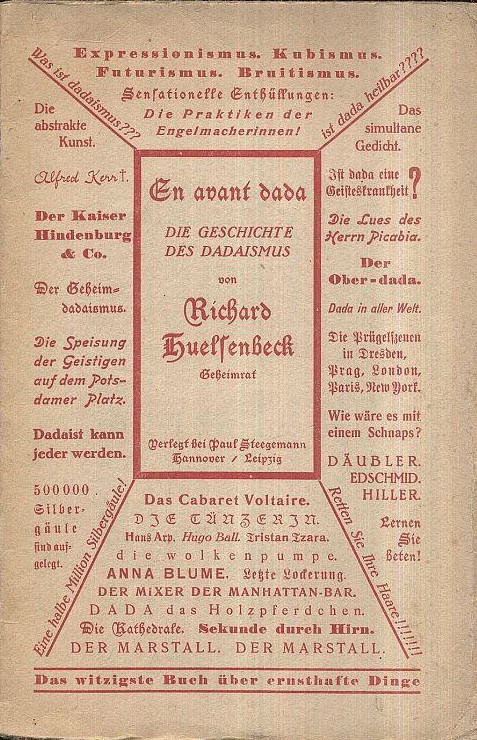
Cover zu En avant Dada. Die Geschichte des Dadaismus (1920)